# Krakowskie Zeszyty Ukrainoznawcze
Krakowskie Zeszyty Ukrainoznawcze = Краківські Українознавчі зошити – pismo wydawane w latach 1992–2011 w Krakowie we współpracy z Uniwersytetem Jagiellońskim przez Fundację św. Włodzimierza Chrzciciela Rusi. 

## Historia
Pierwszy numer pisma ukazał się w 1992 roku, a ostatni w 2011. Pismo wydawano we współpracy z Katedrą Ukrainistyki Uniwersytetu Jagiellońskiego. Wydano 5 podwójnych tomów po 500 stron druku każdy. W piśmie publikowano materiały z konferencji które organizowała Fundacja i Uniwersytet Jagielloński oraz artykuły współpracujących z redakcją naukowców z Krakowa i Ukrainy.  

## Redakcja
Redaktorem naczelnym był Włodzimierz Mokry. Współpracownicy: Wiesław Witkowski, Ryszard Łużny. 